# طهبية
الفصيلة الطهبية (الاسم العلمي: Achariaceae)، فصيلة نباتات مُزهرة من رتبة الملبيغيات. تتكون من 32-33 جنسًا مع حوالي 155 نوعًا من الأعشاب الاستوائية والشجيرات والأشجار. الجنس النموذجي للفصيلة هو الطهب.